# Descartes (Indre-et-Loire)
Descartes is een gemeente in het Franse departement Indre-et-Loire (regio Centre-Val de Loire). De plaats maakt deel uit van het arrondissement Loches. Descartes telde op 1 januari 2022 3.289 inwoners.
Oorspronkelijk heette de plaats La Haye en Touraine. In 1802 werd de naam veranderd in La Haye-Descartes, als eerbetoon aan de filosoof René Descartes (1596-1650), die in La Haye geboren is. In 1967 kreeg de gemeente zijn huidige naam.

## Geografie
De oppervlakte van Descartes bedroeg op 1 januari 2022 38,08 vierkante kilometer; de bevolkingsdichtheid was toen 86,4 inwoners per km².

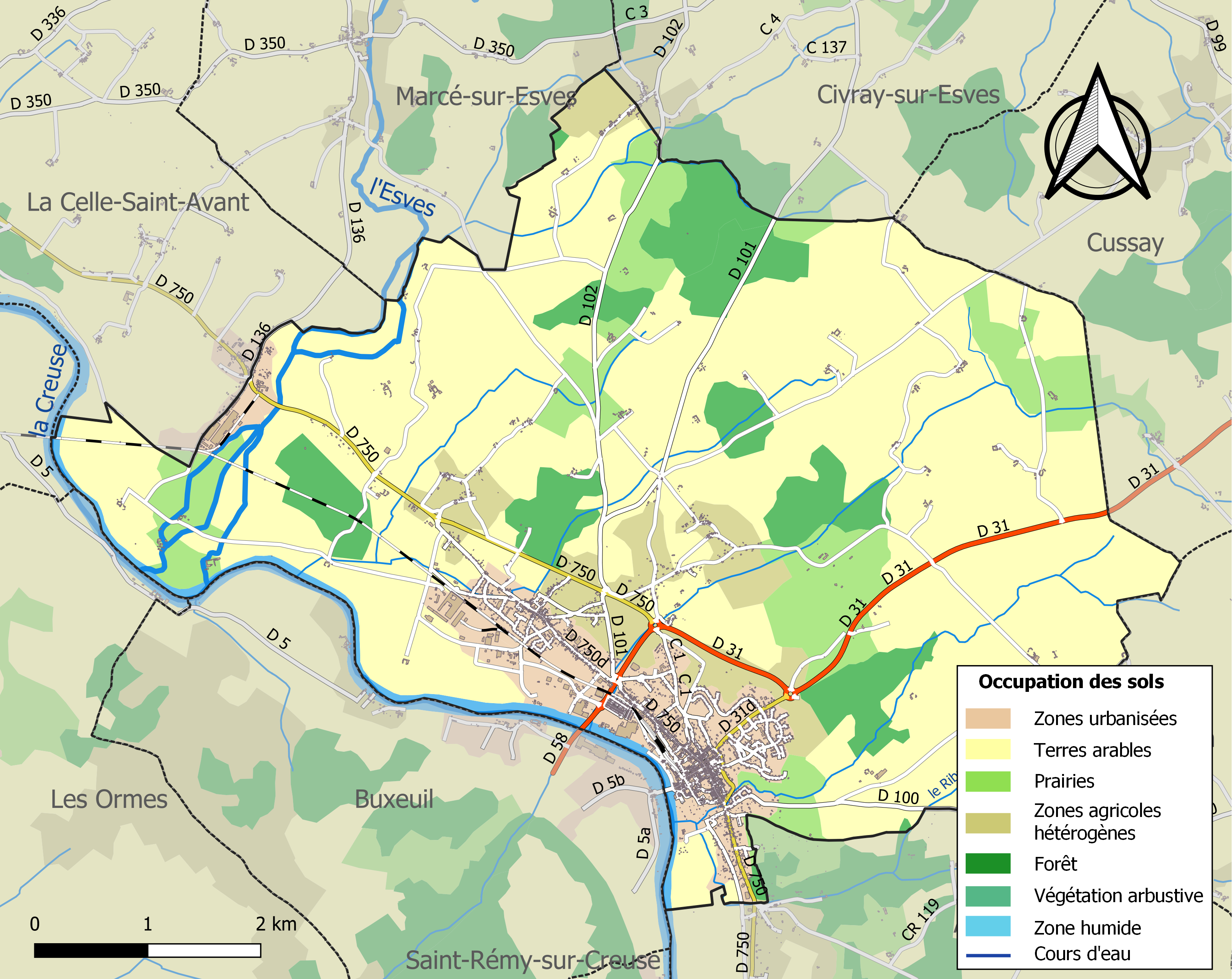
Kaart van de gemeente met belangrijkste infrastructuur, bodemgebruik en omliggende gemeenten

## Demografie
Onderstaande figuur toont het verloop van het inwonertal (bron: INSEE-tellingen).